# José Barberá Armelles
José Barberá Armelles (1915-1993) fue un periodista español.

## Biografía
Nació en Valencia en 1915. En sus primeros años trabajó para el semanario El Tradicionalista y como corresponsal en Roma de El Siglo Futuro. De ideología tradicionalista y franquista, tras el final de la Guerra civil, en 1940 es nombrado director de El Correo Gallego, periódico que dirigirá durante una década. Posteriormente dirigiría los diarios Jornada y Levante, ambos pertenecientes a la Cadena de Prensa del Movimiento. Además, también dirigió la Hoja del Lunes de Valencia y fue presidente de la Asociación de la Prensa de Valencia durante treinta años. Llegó a recibir el Premio nacional de periodismo "Jaime Balmes". Falleció en 1993.

## Familia
Fue padre de Rita Barberá, alcaldesa de Valencia entre 1991 y 2015.